# Küştdepdi
Küştdepdi – rodzaj sztuki widowiskowej charakterystycznej dla kultury Turkmenistanu, łączący improwizowaną poezję, taniec i śpiew.
Tradycja została w 2017 roku wpisana na listę reprezentatywną niematerialnego dziedzictwa kulturowego ludzkości pod nazwą Obrzęd z tańcami i śpiewem küçdepdi. Nazwa wpisu w języku angielskim to Kushtdepdi rite of singing and dancing, zaś w języku turkmeńskim – Küştdepdi aýdym we tans dessury.

## Charakterystyka

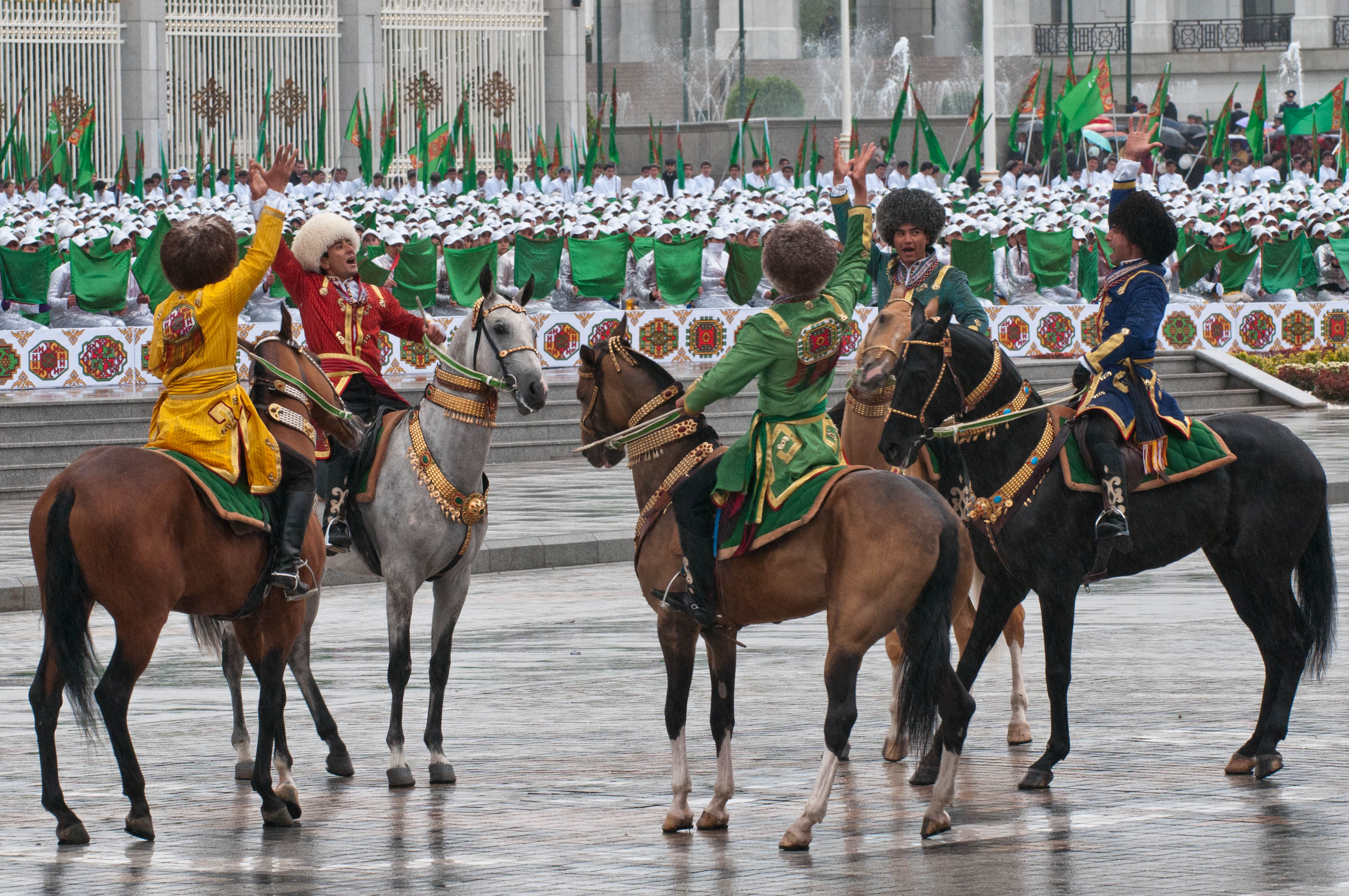
Küştdepdi z wykorzystaniem koni achał-tekińskich (2011)

Rytuał śpiewu i tańca küştdepdi stanowi rodzaj sztuki widowiskowej zawierającej w sobie elementy improwizowanej poezji, która skupia się na wyrażaniu dobrych emocji i przekazywaniu życzeń szczęścia i pomyślności, a także okazywaniu wzajemnego szacunku i solidarności. Küştdepdi jest integralną częścią ceremonii i uroczystości państwowych, ale ma również bardzo ważne znaczenie w środowisku rodzinnym, gdzie może być np. formą upamiętnienia narodzin dziecka czy elementem uroczystości ślubnych.
Improwizowanemu śpiewowi towarzyszy taniec z charakterystycznymi gestami, ruchami rąk oraz krokami, zgodnymi z odgrywaną melodią. Pierwszą, wstępną część obrzędu rozpoczyna śpiew wykonywany przez grupę siedzących kobiet szanowanych w społeczności, ubranych w tradycyjne stroje. Zawiera on życzenia szczęścia, a także treści umoralniające skierowane do młodszych pokoleń. Następnym etapem jest obrzęd właściwy, w którym poezję wykonuje para śpiewaków (tradycyjnie kobieta i mężczyzna), wokół których w częściowo lub całkowicie zamkniętych kręgach rozpoczyna się taniec. Ruchy tancerzy rozpoczynają się od wykonania trzech kroków prawą nogą, po czym następuje równoczesne tupanie i klaskanie mające symbolizować wygnanie z życia zła i nieszczęścia. Klaskanie publiczności wraz z głosem śpiewaka (przeważnie mężczyzny) wyrażanego jako „ha-uhha-ha” bądź „oyha-oy” tworzą rytm dla ruchów tanecznych. Wydarzenie kończy się modlitwą do natury o płodność, solidarność i pokój.
Depozytariuszami i praktykami tradycji küştdepdi są mistrzowie śpiewu i tańca (zarówno kobiety, jak i mężczyźni) przekazujący swoim uczniom na drodze nieformalnej wiedzę teoretyczną i praktyczną. Nauczanie formalne odbywa się w wyspecjalizowanych szkołach muzycznych i ośrodkach kultury. Członkowie społeczności podtrzymują żywotność tradycji küştdepdi poprzez branie udziału w uroczystościach, na których jest ona wykonywana. Mieszkańcy oraz instytucje państwowe uczestniczą w tworzeniu materiałów edukacyjnych na temat obrzędu.
Küştdepdi jest wykonywane przez przedstawicieli różnych warstw społecznych, którzy skupieni są w liczących według stanu z 2017 roku w sumie ok. 350 osób zespołach folklorystycznych (w tym jednym dziecięcym). Choć ten element turkmeńskiego niematerialnego dziedzictwa kulturowego skupia się głównie w zachodniej części kraju (w miastach i wsiach wilajetu balkańskiego położonego nad Morzem Kaspijskim), to w mniejszym zakresie obecny jest również w innych częściach Turkmenistanu (wilajety achalski, maryjski, daszoguski i lebapski).